# Tristana (film)
Tristana - Una passione morbosa è un film del 1970 diretto da Luis Buñuel, presentato fuori concorso al 23º Festival di Cannes.

## Trama
Tristana, in base alle ultime volontà della defunta madre, viene affidata al turpe tutore Don Lope, un borghese, anticlericale, squattrinato e  molto più anziano che, conquistato dalla bellezza della giovane orfana e approfittando della propria posizione di potere e della debolezza della ragazza, non esita a rivolgerle attenzioni sempre più morbose, rendendola sua amante e imprigionandola di fatto in un rapporto che gli permette di assumere il ruolo ora di marito ora di tutore, secondo convenienza.
Lope s'innamora perdutamente di Tristana alla quale però, geloso della bellezza della giovane compagna, impone un rapporto asfissiante: «La donna onesta tutto l'anno in casa resta», le recita. Tristana matura un recondito odio per Lope, che disprezza e che vorrebbe abbandonare, soprattutto dopo essersi innamorata di Horacio, pittore bohémien con cui fugge in un'altra città. Ma dopo due anni, Tristana si trova costretta a tornare dall'ex-tutore, gravemente malata, tormentata da un tumore che le sta divorando un ginocchio: la malattia rapidamente peggiorerà fino a rendere inevitabile l'amputazione. Poco prima del ritorno di Tristana, Lope aveva ereditato un'ingente somma di denaro dall'odiata sorella defunta, considerata una bigotta, e che d'ora in avanti gli permetterà di vivere in tutta agiatezza.
Approfittando della debolezza di Tristana a causa della malattia prima e dell'infermità dopo, Lope riprende con sé la pur sempre amata compagna che, lasciato Horacio, si rassegna a vivere con l'anziano tutore e che in seguito sposerà. Ma l'amputazione cambia il carattere di Tristana, rendendola sempre più decisa a fare cessare le smaniose attenzioni del marito, tradendolo col giovane giardiniere sordo Saturno. Lope, continuamente rifiutato e umiliato dalla moglie, imprigionato stavolta lui in un rapporto che lo fa soffrire ogni giorno, morirà presto colto da infarto. Tristana, alle richieste disperate del marito sul letto di morte di telefonare al medico, fingerà di farlo lasciandolo morire e liberandosene così definitivamente.

## Analisi
Tristana è tratto da un romanzo scritto da Benito Pérez Galdós, autore stimatissimo dal regista. Buñuel sviluppa la trama in maniera relativamente diversa dall'omonimo romanzo; inoltre i fatti e i luoghi dove si svolge il film sono diversi dall'opera di Galdós, e infatti il film è ambientato a Toledo negli anni che vanno dal 1929 al 1935, mentre il romanzo a Madrid nel secondo Ottocento.